# Hidschāb

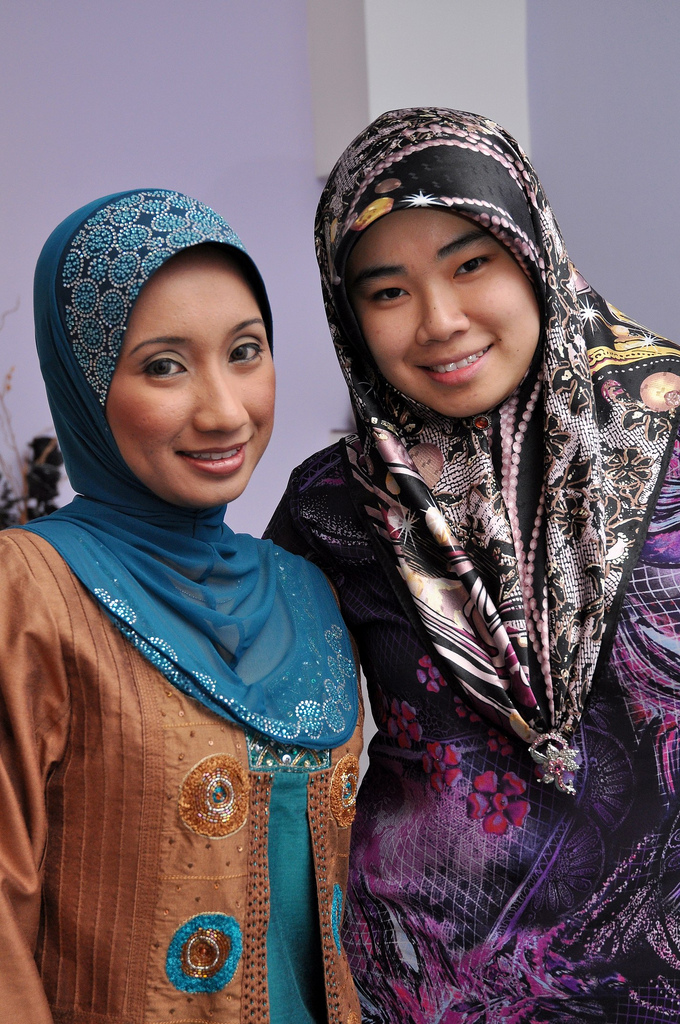
Frauen in Brunei mit Hidschāb

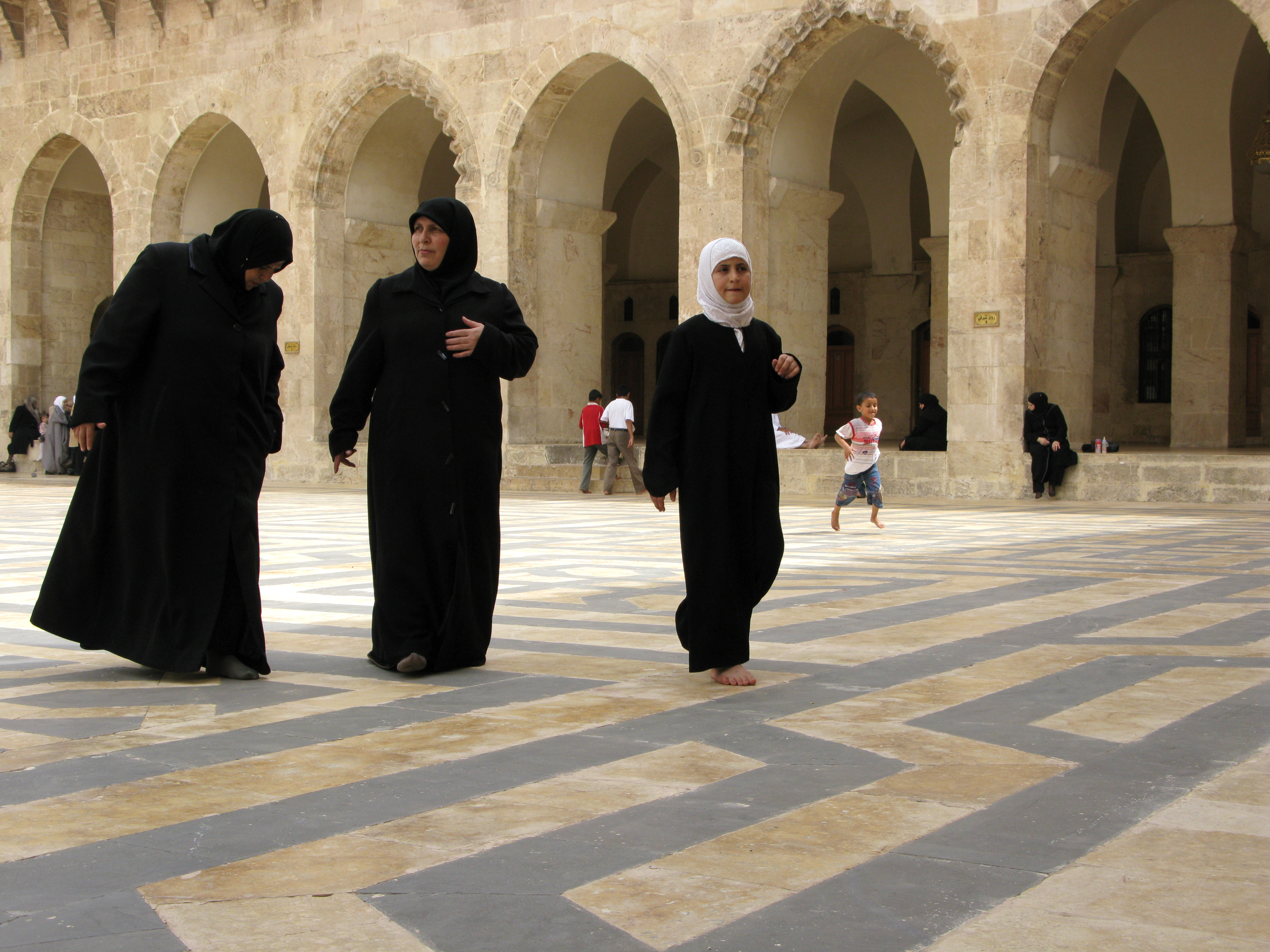
Frauen in Syrien mit Hidschāb in der Umayyaden-Moschee von Aleppo

Hidschāb, Hidschab oder Hijab (arabisch حجاب, DMG ḥiǧāb ‚Hülle, Vorhang, Schleier, Schirm, Scheidewand, spanische Wand; Schranke‘) ist ein arabischer Begriff, der verschiedene Formen der Abtrennung umfasst und aus der arabischen Grundform حجب, DMG ḥaǧaba ‚verhüllen, abschließen, abschirmen; dem Blick entziehen‘ abgeleitet ist. Er bezeichnet nach islamisch-theologischen Vorgaben insbesondere unterschiedliche Formen der Abtrennung der Frau, speziell in Gestalt der Verschleierung oder der Bedeckung des Kopfes.

## Formen des Hidschāb
Die wohl bekannteste Variante ist die Verhüllung und Abschirmung der Frau durch ein Kopftuch. Deshalb wird unter Hidschāb häufig ein meist speziell geschneidertes, kapuzenartiges Kopftuch verstanden, das geeignet ist, Haare, Hals, Schulter- und Brustbereich mehr oder weniger ganz zu bedecken, aber das Gesicht frei zu lassen, in der Regel in Kombination mit einem lose fallenden Kleid (Abaya).

Chimar

Eine im deutschen Sprachbereich in der Öffentlichkeit seltener anzutreffende Version ist der Chimar, ein Kleidungsstück, das, besonders als Gebetskleidung apostrophiert, Kapuze und Mantel kombiniert, Kopf, Hals und Oberkörper, oder sogar die Beine bis zu den Unterschenkeln mit lose fallendem Stoff bedeckt, aber auch das Gesicht frei lässt; darunter wird ein langer Rock oder die Pluderhose Sirwal getragen. Das in Iran getragene Maghnae ist eine bis zur Brust reichende Kopfbedeckung für Frauen.
Unter den Begriff Hidschāb im weiten Sinne fallen auch Schleier, die Körper und Gesicht mehr oder weniger ganz bedecken, wie z. B. der Niqab oder die Burka. Diese und weitere Formen sind im Abschnitt „siehe auch“ zu finden.
Zu den über die Bekleidung hinausgehenden Maßnahmen, die der islamische Hidschāb üblicherweise einschließt, gehören:
- die Zugänglichkeit der Frau nur für diejenigen Männer, die in einem die Heirat ausschließenden Verwandtschaftsverhältnis (Mahram-Verhältnis) zu ihr stehen,
- die Verhüllung der Frau vor allen Männern, die nicht in einem Mahram-Verhältnis zu ihr stehen,
- der Rückzug der Frau in das Frauengemach im Haus bei Besuch von Männern, die zu diesem Kreis zählen,
- die Verhüllung der Frau beim Ausgang auf der Straße und in der Öffentlichkeit.[5]

In Indien und Pakistan werden diese Vorschriften auch mit dem persischen Wort Parda bezeichnet, das die gleiche allgemeinsprachliche Bedeutung hat wie das arabische Wort hidschāb („Vorhang“, „Schleier“).
Die Nichteinhaltung der Hidschāb-Vorschriften und das Aufdecken des Schleiers werden auf Arabisch Sufūr (سفور) genannt.

## Hidschāb im Koran
Das Wort Hidschāb kommt im Koran an verschiedenen Stellen und in unterschiedlichen Bedeutungen vor. In Sure 7:46 bezeichnet es die Trennwand zwischen den Insassen der Hölle und den Bewohnern des Paradieses, in Sure 17:45 und 41:5 die Trennwand zwischen Mohammed und den Ungläubigen, in Sure 42:51 die Trennwand zwischen Gott und Mensch beim Prozess der Offenbarung. In Zusammenhang mit Frauen wird das Wort in Sure 19:17 und 33:53 erwähnt. Als Grundlage für das islamische Gebot der Verhüllung und Abschirmung der Frau dient der Koranvers Sure 33:53, der auch Hidschāb-Vers (آية الحجاب / āyat al-ḥiǧāb) genannt wird. Darin heißt es:

„Und wenn ihr die Gattinnen des Propheten (w. sie) um (irgend) etwas bittet, das ihr benötigt, dann tut das hinter einem Vorhang! Auf diese Weise bleibt euer und ihr Herz eher rein (w. Das ist reiner für euer und ihr Herz).“

Die zentrale Passage des Korans, aus welcher die Verschleierung der Frau durch ein Kopftuch als religiöse Pflicht abgeleitet wird, findet sich in Sure 24:31. Darin heißt es:

„Und sag den gläubigen Frauen, sie sollen (statt jemanden anzustarren, lieber) ihre Augen niederschlagen, und ihre Keuschheit bewahren, den Schmuck, den sie (am Körper) tragen, nicht offen zeigen, soweit er nicht (normalerweise) sichtbar ist, ihren Schal sich über den (vom Halsausschnitt nach vorne heruntergehenden) Schlitz (des Kleides) ziehen und den Schmuck, den sie (am Körper) tragen, niemandem offen zeigen, außer ihrem Mann, ihrem Vater, ihrem Schwiegervater, ihren Söhnen, ihren Stiefsöhnen, ihren Brüdern, den Söhnen ihrer Brüder und ihrer Schwestern, ihren Frauen, ihren Sklavinnen, den männlichen Bediensteten, die keinen Geschlechtstrieb (mehr) haben, und den Kindern, die noch nichts von weiblichen Geschlechtsteilen wissen. Und sie sollen nicht mit ihren Beinen aneinanderschlagen und damit auf den Schmuck aufmerksam machen, den sie (durch die Kleidung) verborgen (an ihnen) tragen. Und wendet euch allesamt (reumütig) wieder Allah zu, ihr Gläubigen Vielleicht wird es euch (dann) wohl ergehen.“

## Die Einführung des Hidschāb für die Frauen des Propheten
Im Hidschāb-Vers werden die Gläubigen aufgefordert, wenn sie die Prophetengattinnen um etwas bitten, dies hinter einer Abschirmung (ḥiǧāb) zu tun. Die islamische Überlieferung kennt verschiedene Offenbarungsanlässe für die Einführung dieser Vorschrift. Eine sehr bekannte Tradition, die auf Anas ibn Mālik zurückgeführt wird, besagt, dass der Vers anlässlich der Ereignisse bei der Hochzeit Mohammeds mit Zainab bint Dschahsch, die im März 627 stattfand, herabgesandt wurde. Der Prophet fühlte sich bei diesem Anlass durch Hochzeitsgäste belästigt, die offenbar ohne Erlaubnis sein Haus betreten und mit seinen Frauen Kontakt aufgenommen hatten. Als Folge dieses Vorfalls sei das Hidschāb-Gebot von Sure 33:53 erlassen worden.
Das Hidschāb-Gebot galt allerdings nur für Mohammeds freie Frauen. Im Zusammenhang mit der Eheschließung mit Safīya bint Huyaiy wird berichtet, dass Mohammed ihr zum Zeichen ihrer Freilassung den Hidschāb auferlegte.
Nach einem Hadith, der auf ʿĀ'ischa bint Abī Bakr zurückgeführt wird, musste Mohammeds Ehefrau Sauda nach der Auferlegung des Hidschāb einmal ins Freie hinausgehen, um ihre Notdurft zu verrichten. Da sie sehr korpulent war, so heißt es in dem Hadith, erkannte ʿUmar ibn al-Chattāb sie und ermahnte sie, weil sie sich nicht verborgen hatte. Sie kehrte daraufhin zum Propheten zurück und berichtete ihm von dem Vorfall. Er gab daraufhin seinen Ehefrauen die Erlaubnis, zur Verrichtung der Notdurft ins Freie hinauszugehen. Sofern dieser Bericht eine tatsächliche Begebenheit widerspiegelt, ist er ein Indiz dafür, dass der Hidschāb die Verhüllung des Gesichts einschloss.

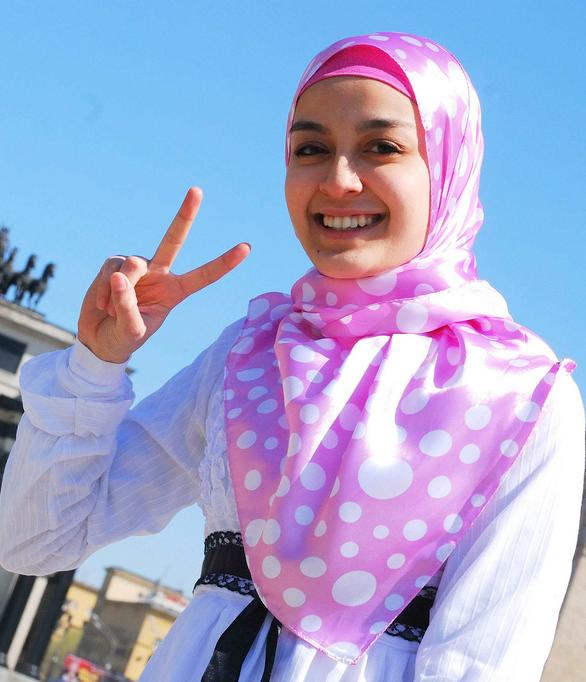
Frau aus Malaysia mit Hidschāb beim Frühlingsfest 2009 in Moskau

## Ausweitung des Hidschāb-Gebots auf andere Frauen
Zwar bezieht sich der Hidschāb-Vers nur auf die Frauen des Propheten, doch wurde er mit anderen sinnverwandten Koranversen (Sure 33:59 und Sure 24:31) zusammengelesen, die auf die Frauen der Muslime im Allgemeinen bezogen sind, und daraus abgeleitet, dass das Hidschāb-Gebot ebenfalls für alle muslimischen Frauen gilt. Der wahhabitische Gelehrte Abd al-Aziz ibn Baz, der von 1992 bis 1999 Großmufti Saudi-Arabiens war, meinte, aus diesem Vers das Verhüllungsgebot der Frau sogar direkt ableiten zu können. In seinem Traktat „Der Schmuck und die Gefahr der Teilhabe der Frau am Arbeitsplatz des Mannes“ (at-Tabarruǧ wa-ḫaṭar mušārakat al-marʾa li-r-raǧul fī maidān ʿamali-hī) schrieb er über den Hidschāb-Vers:

„Dieser edle Vers ist ein klarer Texthinweis auf die Pflicht der Abschirmung (taḥaǧǧub) der Frauen von den Männern und die Verhüllung vor ihnen. Denn Gott – erhaben ist er – hat in diesem Vers deutlich gemacht, dass die Abschirmung reiner für die Herzen der Männer und Frauen ist und dem unzüchtigen Verhalten und den Dingen, die es herbeiführen, ferner steht. Gott hat darauf hingewiesen, dass die Entschleierung (sufūr) und Nicht-Abschirmung Schlechtigkeit (ḫubṯ) und Unreinheit (naǧāsa) ist, während die Abschirmung Reinheit (tahāra) und Wohlergehen (salāma) ist.“

Verschiedene islamische Gemeinschaften legen den Hidschāb unterschiedlich aus, so verzichten Aleviten komplett auf ihn, da sie aus den entsprechenden, im Koran angeführten Stellen keine Pflicht für den Hidschāb ableiten. Mehrere arabische Frauenrechtlerinnen, so zum Beispiel Nazīra Zain ad-Dīn, kämpften in den 1920er Jahren gegen das Hidschāb-Gebot. Der islamische Gelehrte und ehemalige ägyptische Religionsminister Mahmoud Zakzouk, der auch Präsident des Obersten Islamischen Rates der Arabischen Republik Ägypten war, kann ebenfalls keinen Zwang für den Hidschāb im Islam erkennen.

## Regeln für Hidschāb-Kleidung

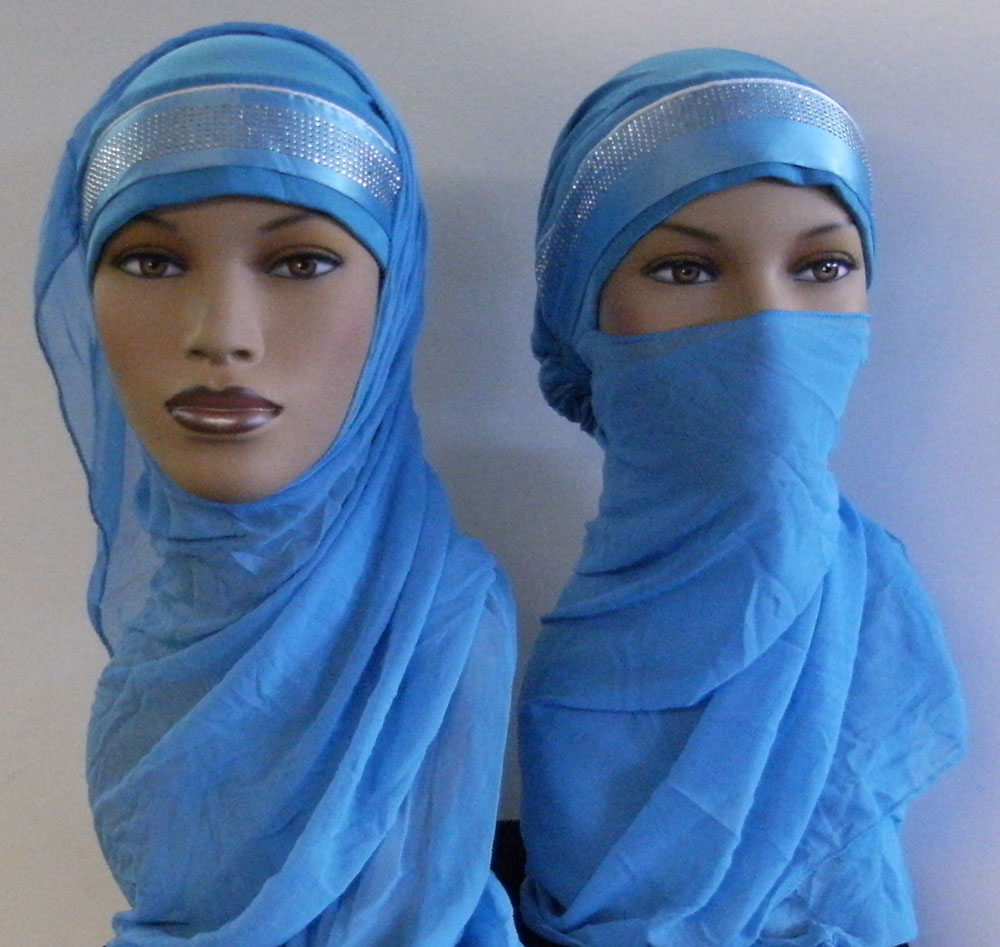
Hidschāb (rechts Tragevariante als Niqab)

Im Koran finden sich keinerlei Regeln, wie ein Kleidungsstück auszusehen hat, das dem Verhüllungsgebot entspricht. Rechtsgelehrte des Islam haben Regeln aufgestellt, welche Körperteile (vgl. ʿAura) der muslimischen Frau in Gegenwart von Nicht-Mahram-Männern bedeckt sein müssen. Dabei wurden Koran und Hadithe herangezogen.
Nach Ansicht des Salafī-Gelehrten Muhammad Nāsir ad-Dīn al-Albānī muss der Hidschāb folgende Anforderungen (šurūṭ) erfüllen:
- Er muss den gesamten Körper bis auf Gesicht und Hände bedecken.
- Er darf selbst kein Schmuck (zīna) sein.
- Er muss blickdicht (ṣafīq) sein und darf nichts durchschimmern lassen.
- Er muss wallend (faḍfāḍ) sein und darf nicht eng anliegen.
- Er darf nicht parfümiert sein.
- Er darf nicht der Kleidung des Mannes ähneln.
- Er darf nicht der Kleidung ungläubiger Frauen ähneln.
- Es darf keine Kleidung sein, mit der man nach Berühmtheit strebt.

Die Vorschrift, dass die Hidschāb-Kleidung wallend sein müsse, leitete al-Albānī aus einem Hadith ab, demzufolge Mohammed nicht damit einverstanden war, dass die Frau von Usāma ibn Zaid ein ihr geschenktes feines Kleid aus Ägypten ohne festes Untergewand (ġilāla) trug, weil er fürchtete, dass so ihre Konturen (ḥaǧm ʿiẓāmi-hā) sichtbar seien. Usāmas Ehefrau durfte nach diesem Hadith das ägyptische Gewand (al-qibṭīya) nur noch dann tragen, wenn sie das feste Untergewand darunter anhatte.
Bei der Hidschāb-Kleidung gibt es große regionale Unterschiede. In der Türkei ist eine Form der Hidschāb-Kleidung der Çarşaf, in Iran und bei den irakischen Schiiten der Tschador. In arabischen Ländern wird der Dschilbab mit einem Niqab genannten Gesichtsschleier kombiniert. In Pakistan und Afghanistan wird die Burka getragen. Im modernen internationalen Sprachgebrauch wird mit Hidschāb insbesondere ein Kopftuch bezeichnet, das die Haare, den Hals und die Brust der Frau bedeckt.

## Kolonialismus
In Algerien wurden 1958 von der französischen Kolonialverwaltung Inszenierung öffentlicher Entschleierungszeremonien organisiert. Muslimische Frauen wurden unter Druck gesetzt, ihre Schleier öffentlich abzulegen, um die vermeintliche Befreiung vom Patriarchat zu demonstrieren. Diese Veranstaltungen waren sorgfältig choreografiert und dienten propagandistischen Zwecken. Frauen wie Monique Améziane nahmen unter Zwang teil – ihr wurde mit der Hinrichtung ihres Bruders gedroht. In einem symbolischen Akt wurde sie als „Marianne“, die weibliche Allegorie der Französischen Republik, verkleidet. Bemerkenswert ist, dass sie vor der Zeremonie gar keinen Schleier getragen hatte – dieser wurde ihr eigens für die Inszenierung angelegt. Bereits im 19. Jahrhundert verfolgte die britische Kolonialmacht ähnliche Strategien in Ägypten. Lord Cromer initiierte eine öffentliche Debatte über den Hidschab und stellte die Verschleierung als Zeichen der Rückständigkeit und Unterdrückung dar. Gleichzeitig engagierte er sich in England gegen das Frauenwahlrecht und schränkte in Ägypten die Ausbildung von Frauen zu Ärztinnen ein. Missionare, Feministinnen und Ärzte wurden eingesetzt, um muslimische Frauen zur Entschleierung zu bewegen, teils mithilfe von Handbüchern zur schrittweisen Ablegung des Schleiers. Die kolonialen Bemühungen zur „Zwangsemanzipation“ waren Teil eines umfassenden Projekts zur kulturellen Kontrolle. In Algerien wurde der Traum einer vollständig domestizierten Gesellschaft besonders intensiv verfolgt. Da viele Frauen ihren Schleier nicht freiwillig ablegten, griffen die Kolonialbeamten zu kreativen Methoden. Der französische Schriftsteller Frantz Fanon dokumentierte Fälle, in denen Frauen für Entschleierungszeremonien in folkloristische Gewänder gesteckt wurden – oft handelte es sich um Inszenierungen mit Prostituierten, deren Bilder als „normale muslimische Frauen“ verbreitet wurden, um orientalistischen Fantasien zu bedienen. Fanon zeigt jedoch auch, dass muslimische Frauen sich zur Wehr setzten. Einige Widerstandskämpferinnen nutzten die koloniale Besessenheit mit Entschleierung strategisch: Sie legten den Schleier ab, kleideten sich westlich und schmuggelten Waffen in ihren Handtaschen, um die französischen Grenzposten zu täuschen.

## Moderne Mode

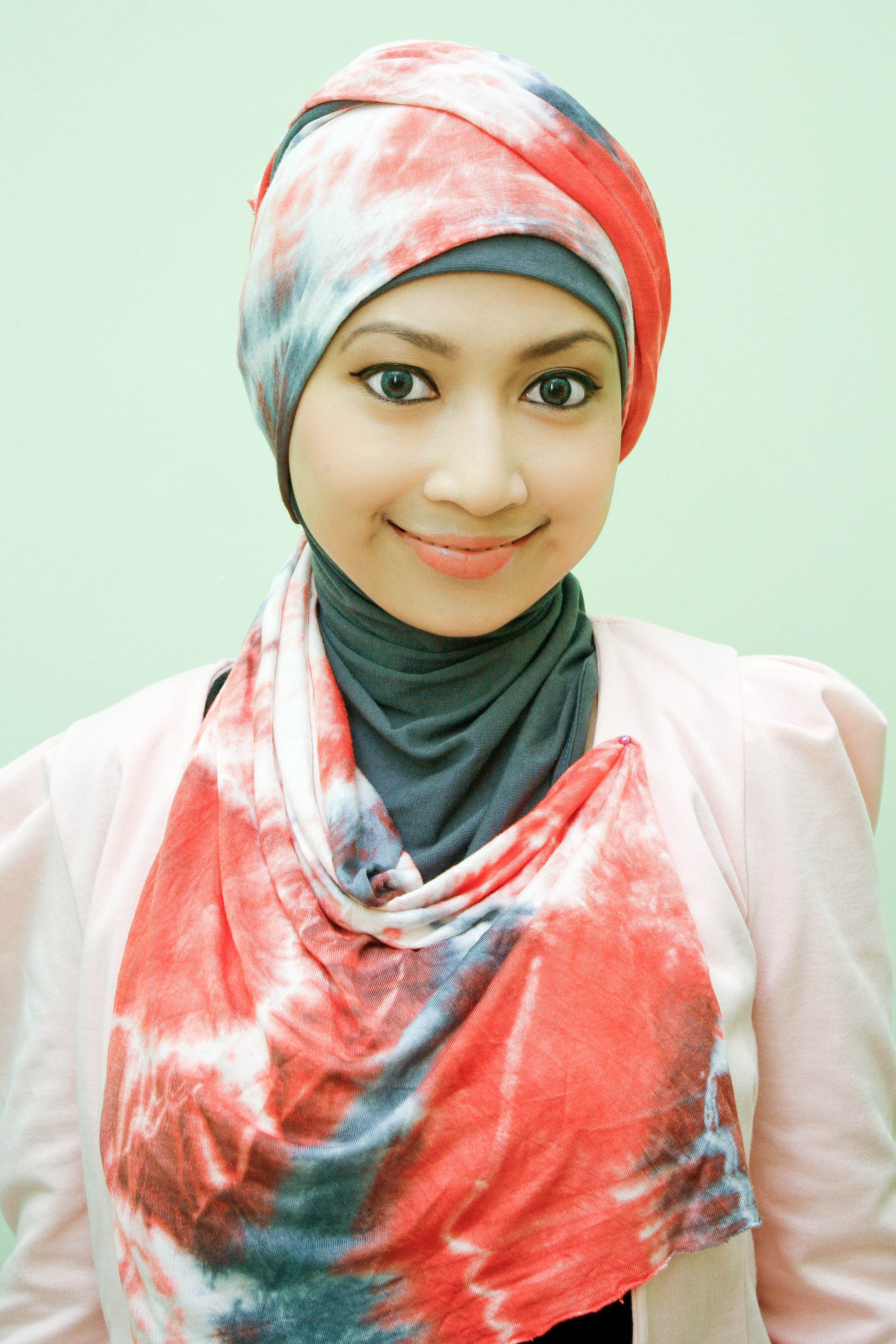
Aus zwei Tüchern drapierter Hidschāb

Die Moderne und sich wandelnde Rollenverständnisse bewirken auch beim Hidschāb Weiterentwicklungen. So entwickelte die Designerin Cindy van den Bremen (Jahrgang 1972) in den Niederlanden, wo muslimische Mädchen beim Schulsport aus Sicherheitsgründen keine Kopftücher tragen durften mit der Folge, dass sie die Schule schwänzten oder vom Sportunterricht ausgeschlossen wurden, für ihre Abschlussarbeit an der Design Akademie in Eindhoven als Idee im Jahre 2001 den „Sport-Hidschab“. Die damals 29-Jährige zog dafür extra einen Imam zu Rate, damit die von ihr „Capsters“ genannten Modelle auch den islamischen Kleidungsvorschriften entsprächen.
Inzwischen verkauft sie die Modelle „Aerobics“, „Outdoor“, „Skate“ und „Tennis“.

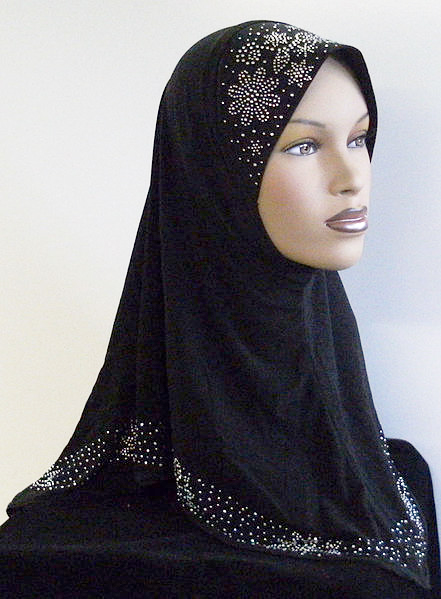
Amira oder Al-Amira genannter Hidschāb aus einem Stück zum einfachen Überziehen

In Australien entwarf die libanesisch-australische Designerin Aheda Zanetti den Schwimmanzug Burkini, als das australische Rettungsschwimmwesen auch für Muslime und insbesondere Musliminnen geöffnet wurde.
Der Sportartikelhersteller Nike produzierte 2006, in Zusammenarbeit mit der UNHCR, für muslimische Frauen in somalischen Flüchtlingslagern in Kenia Volleyball-Trikots (Projekt Together for Girls). Die Trikots bestanden aus einer Kopfbedeckung, einem langärmligen Hemd und einer weiten knöchellangen Hose. Die Goldmedaillengewinnerin der Asienspiele 2006 im 200-Meter-Lauf Ruqaya al-Ghasara aus Bahrain trug bei ihrem Sieg einen Ganzkörperanzug sowie einen Hidschāb mit dem Nike-Logo.
Schwimm- und Sportbekleidung, die islamischen Vorschriften genügt, wird weltweit produziert und vertrieben, so z. B. in der Türkei durch das Istanbuler Unternehmen Haşema. In Ägypten kamen ab 2000 ein sharia swimsuit und swimming hijab auf den Markt.
Hidschābs werden zur Stabilisierung beim Tragen häufig mit Tuchhaltern, sogenannten Hidschāb Pins, fixiert. Die Fixierung von Tüchern durch diese Pins geschieht traditionell mit Nadeln. Dies können einfache Steck- und Sicherheitsnadeln bis hin zu größeren Broschen sein. Neuerdings werden als Tuchhalter aber auch Pins mit Magneten verwendet.

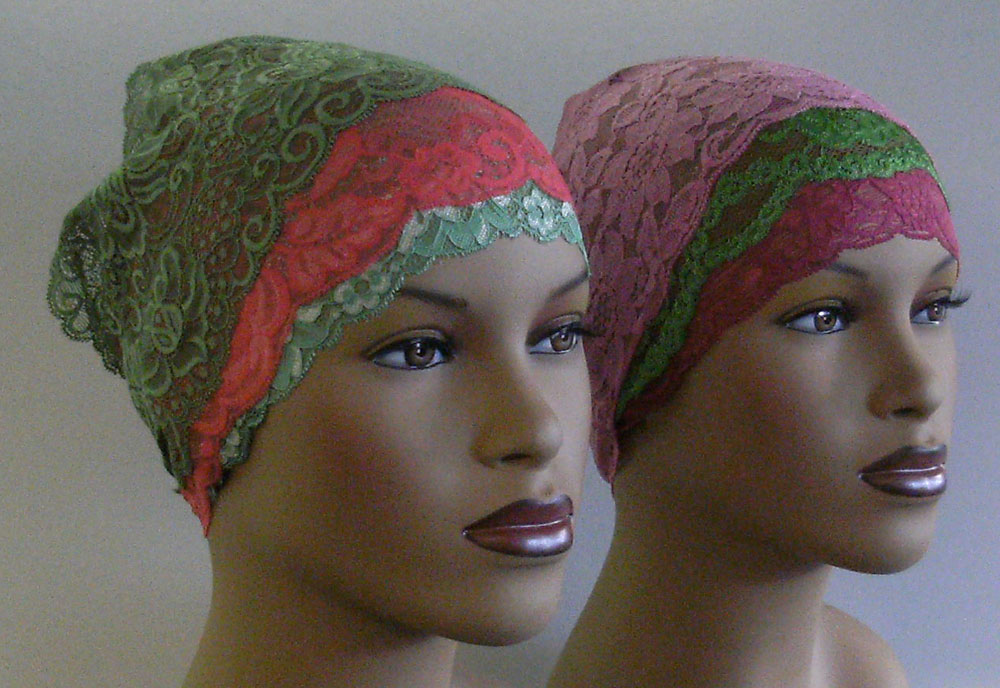
Mehrere Untertücher, die auch das Stirnhaar verdecken oder nur zur Zierde getragen werden

## Gründe für das Tragen eines Hidschābs
Neben staatlichen Zwängen wie in Iran, wo das Tragen eines Kopftuchs im Gesetz verankert ist, spielen auch religiöse und traditionelle Gründe eine tragende Rolle bei der Entscheidung ein Kopftuch zu tragen.

### Religiöse Gründe
Eine nicht repräsentative Studie der Konrad-Adenauer-Stiftung fand 2006 heraus, dass 97 % der in ausgewählten Moscheegemeinden befragten 315 türkischstämmigen, einen Hidschāb tragenden Frauen es für eine religiöse Pflicht hielten, dass Musliminnen ein Kopftuch tragen. Bei 40 % der Befragten übte die Mutter Einfluss auf die individuelle Entscheidung aus, bei 26 % der Vater, bei 10 % der Ehemann und bei 4 % ein Bruder.

### Hidschāb als Zwang

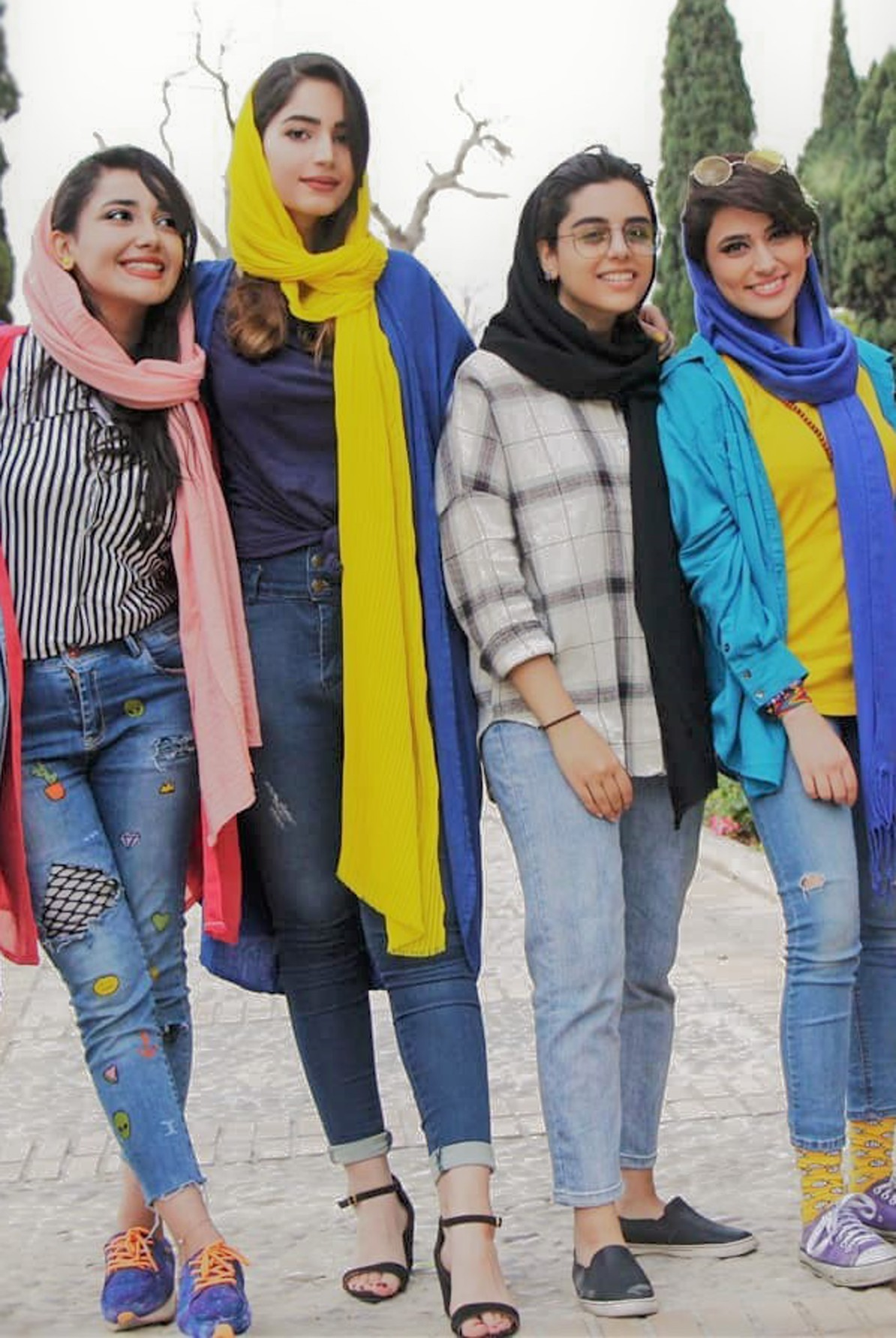
Frauen in Iran mit Hidschāb, Schiras 2017

In der Islamischen Republik Iran ist ein Hidschāb für Frauen aufgrund staatlicher Gesetze verpflichtend. Bei Nichtbeachtung der Vorschrift drohen empfindliche Strafen (u. a. Züchtigungen). In vielen muslimischen Staaten besteht für Musliminnen praktisch die Verpflichtung zum Hidschāb, etwa im Jemen, in Oman und den anderen kleinen Golfstaaten und, seit der Machtübernahme durch die Hamas 2007, auch im Gaza-Streifen, wo Frauen ohne Kopftuch bedroht werden, wobei von Hamas-Vertretern in der Vergangenheit bestritten wurde, dass es eine Vorschrift gebe, die das Tragen eines Kopftuchs vorschreibt.  In Afghanistan müssen Frauen seit 2022 auch ihr Gesicht verschleiern (siehe Burka). Im Irak wurden Frauen, die kein Kopftuch trugen oder sonst „unislamisch“ gekleidet waren, Opfer von Gewalttaten bis hin zu Mord. Auch Angehörige anderer Glaubensrichtungen, etwa Christinnen, wurden (Stand 2007) zum Tragen eines Kopftuchs gezwungen. Im Juli 2023 wurde in Iran ein Gesetz im Parlament diskutiert, was in Extremfällen Haftstrafen bis zu 15 Jahren vorsieht.
Begründet wird der Zwang zum Hidschāb mit dem koranischen Grundsatz, das Rechte zu gebieten und das Verwerfliche zu verbieten. Nach klassischem islamischem Recht (Scharia) seien Zwangsmittel dazu nicht nur erlaubt, sondern Pflicht. Im Oktober 2013 hat der iranische Präsident Hassan Ruhani der Polizei die Zuständigkeit für die Durchsetzung der Kleidungsvorschriften genommen. Ein Ausschuss sollte daraufhin klären, wie die Kontrolle der Kleidungsvorschriften künftig gehandhabt werden soll.
Im März 2018 verkündete der saudi-arabische Kronprinz Mohammed bin Salman, dass künftig Frauen nicht zum Tragen einer Abaya oder eines Hidschāb in der Öffentlichkeit verpflichtet seien. Die Pflicht zu einer Verschleierung in Saudi-Arabien solle entfallen und den Frauen solle eine dezente und respektvolle Kleidung freigestellt sein.